# 希曼妮·沙阿
希曼妮·沙阿（Himani Shah，1976年10月1日—），是尼泊尔的末任王储妃。她是末任王储帕拉斯之妻。婚前她来自于錫卡爾的王室家庭，父亲Shri Rao Raja Bikram Singh是錫卡爾的第十二任国王。
2000年，她和尼泊尔王子帕拉斯结婚并在次年10月成为王储妃。两人婚后育有三名儿女。2008年尼泊尔王室被废除以後，她致力于尼泊尔社会公益事业发展。